# شتاتولدندورف
اشتات اولدندورف (بالألمانية: Stadtoldendorf) هي بلدة ألمانية تقع في ألمانيا في سكسونيا السفلى. يقدر عدد سكانها بـ 5,855 نسمة .